# Balon captiv „Caquot”

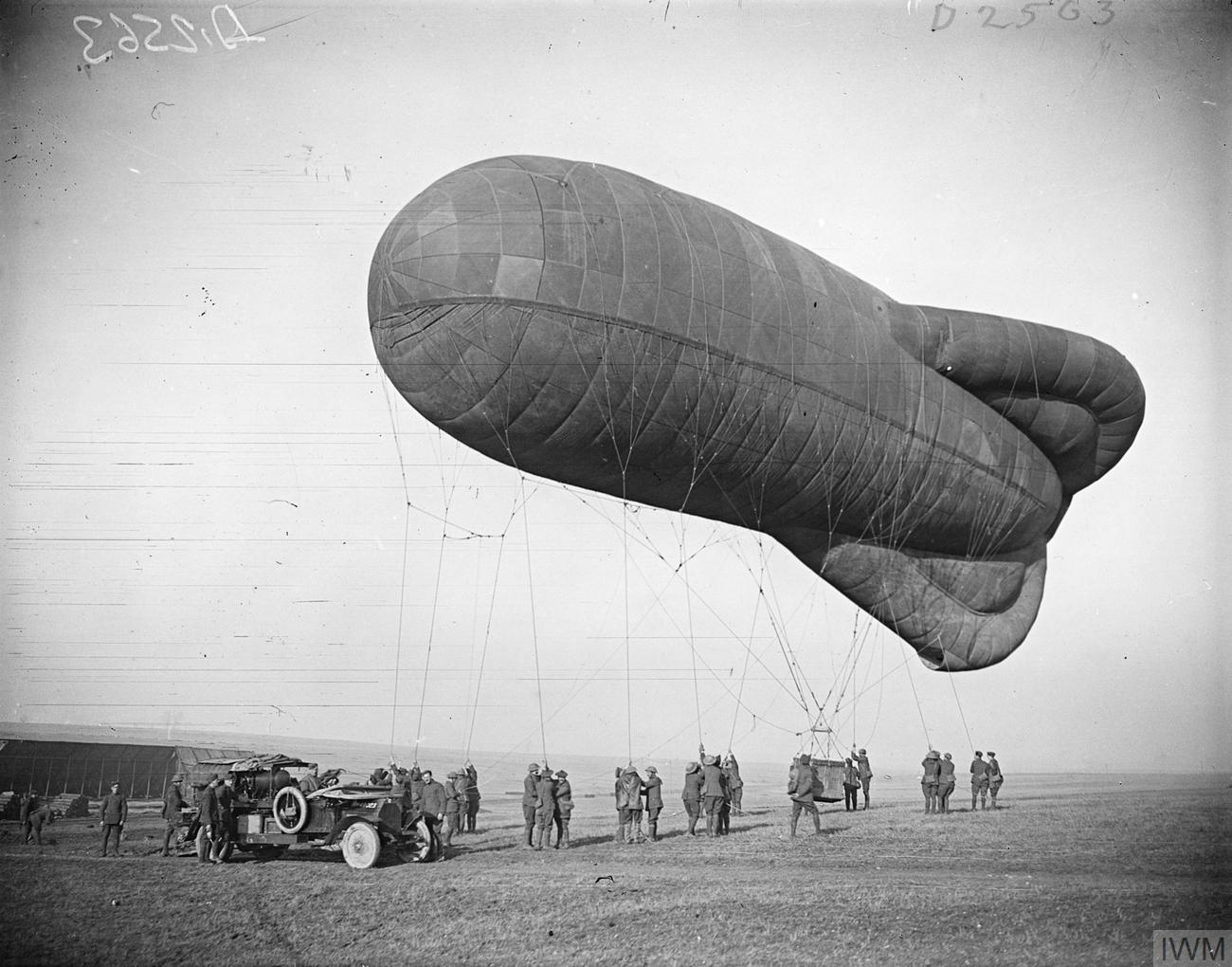
Balon captiv de tip „Caquot”

Caquot a fost un tip de balon captiv de observație, de fabricație franceză, folosit de armata română în timpul Primului Război Mondial, ca platformă pentru culegerea de informații și reglare a tirului artileriei. 
Balonul Caquot a fost dezvoltat de francezi pornind de la modelul german Drachen. Balonul avea o formă cilindrică, era umplut cu hidrogen, principal îmbunătățire fiind introducerea unui stabilizator cu trei cârme fixe, de tip balon umplut cu aer, montat în partea posterioară. 